# Obturació òptica multiplexada en temps
L'obturació òptica multiplexada en temps o TMOS (acrònim de l'anglès Time Multiplexed Optical Shutter) és una tecnologia digital de pantalles en color desenvolupada, patentada i comercialitzada per la companyia de Texas Uni-Pixel Inc. TMOS està basat en els principis de la reflexió interna total (TIR), l'acoblament de llum (FTIR) i el sistema de camp seqüencial de color (FSC). La combinació d'aquestes tres tecnologies fan de TMOS una revolució dins el món de les pantalles per les seves característiques úniques i el seu gran nombre d'aplicacions: telèfons mòbils, televisió i sistemes de senyalització.